# Бутков, Фёдор Васильевич
Фёдор Васильевич Бутков (1856—1916, Москва) — генерал-майор, сотрудник журнала «Разведчик».

## Биография
Родился в православной семье 6 июня (или 8 июня) 1856 года.
Получив образование в одной из Харьковских гимназий, в конце 1876 года вступил в военную службу. В 1879 году, по окончании Чугуевского пехотного юнкерского училища, был выпущен прапорщиком в 76-й пехотный Кубанский полк.

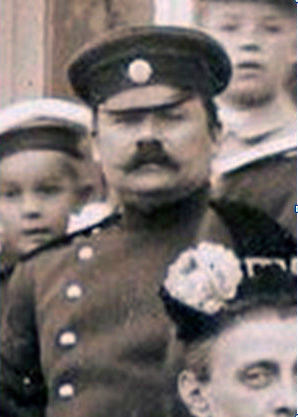
Ф. В. Бутков в Офицерской стрелковой школе (до 1907)

В 1881 году Фёдор Бутков стал подпоручиком, в 1883 году — поручиком, в 1885 — штабс-капитаном, а через 8 лет — капитаном (1893). В 1898 году он получил звание капитана гвардии (за отличие). Был штаб-офицером, заведовавшим обучающимися в Офицерской стрелковой школе. Затем Бутков был «переименован» в подполковники (1898) и стал командовать батальоном. Возможно, Бутков служил также в Кексгольмском лейб-гвардии полку.
В 1903 году Фёдор Васильевич стал полковником и получил в командование 152-й пехотный Владикавказский полк. Затем он стал командиром 9-го гренадского Сибирского полка (1905—1913).
Бутков получил звание генерал-майора в 1913 году (за отличие). После чего он был назначен командиром 1-й бригады 39-й пехотной дивизии, а затем командиром 1-й бригады 10-й пехотной дивизии (Нижний Новгород). В этой должности он и встретил начало Первой мировой войны.
Был сотрудником журнала «Разведчик».
По данным газеты «Русское слово» за июль 1915 года, генерал-майор Фёдор Васильевич Бутков был помещён в лечебницу доктора Воскресенского в Москве. Состоял «за болезнью» в резерве чинов при штабе Двинского военного округа (с 31 июля 1915 года), а с 14 февраля 1916 года Бутков был исключен из списков умершим. Скончался 1 (14) января 1916 года.